# Atar Bawang
Atar Bawang is een bestuurslaag in het regentschap Lampung Barat van de provincie Lampung, Indonesië. Atar Bawang telt 1548 inwoners (volkstelling 2010).